# Матрица на Бостънската консултантска група
Матрицата „ръст към дял“, по-известна като Матрицата на Бостънската консултантска група, е най-популярната метрика, разработена и използвана от известната световна компания Бостън Кънсълтинг Груп (Бостънска консултантска група). Тя е създадена от Брус Хендерсън през 1970. Метриката се използва при стратегическото планиране за взимане на решения относно бъдещото развитие на продукт, проект или дори отдел.
Тази матрица е една от много метрики, които използват просто двумерно пространство с четири квадранта. Съпоставените измерения са пазарен ръст към пазарен дял, като всеки продукт на компанията се позиционира спрямо тях. Като резултат продуктът може да бъде класифициран като:
- „звезда“ – продуктът има висок дял на пазара, който расте. Това е високоперспективен продукт, който си заслужава да се развива допълнително.
- „дойна крава“ – продуктът има добър пазарен дял, но не и пазарен ръст. Той носи приходи, но няма голяма перспектива, затова в него не е препоръчително да се влагат усилия за допълнителна разработка.
- „куче“ – нисък дял и нисък ръст. Това обикновено е продукт от който искаме да се отървем, но не можем (напр. трябва да гарантираме поддръжка, стратегически клиенти го изискват).
- „въпросителна“ – продукти с нисък дял, но потенциал за ръст. Такива продукти са все още неясни и рискови. Препоръчително е решения свързани с тях по възможност да бъдат отлагани докато не се обособят като „кучета“ или „звезди“.